# Joseph J. Fauliso
Joseph John Fauliso, född 16 februari 1916 i Stonington i Connecticut, död 20 augusti 2014 i Hartford i Connecticut, var en amerikansk politiker som var viceguvernör i Connecticut från 1980 till 1991.

## Tidigt liv
Fauliso föddes i Stonington, Connecticut. Han studerade vid Providence College och studerade sedan juridik vid Boston University Law School. Han gifte sig med Ann-Marie Schwerdtfeger och de fick en son, Richard.

## Politisk karriär
Fauliso var fullmäktig i Hartford och domare i staden och i delstaten innan han första gången valdes in i Connecticuts senat 1966. I början av 1980 berättade han för sin nära vän, guvernör Ella T. Grasso, att han hade beslutat sig för att inte ställa upp till omval det året, efter sju mandatperioder i senaten. Grasso bad då Fauliso att tänka om, eftersom hon behövde honom i senaten under de sista två åren av sin andra mandatperiod. Han rådgjorde med sin familj och sina närmaste vänner, och efter en vecka sade han till Grasso att han skulle ställa upp för omval. Vad han inte hade kunnat förutse då, var att Grasso skulle avgå den 31 december 1980, eftersom hon var döende i cancer. Den dagen blev viceguvernör William A. O'Neill ny guvernör i Connecticut och Fauliso, som den nyvalde ledaren i senaten, blev automatiskt ny viceguvernör. Fauliso fortsatte sedan som viceguvernör genom O'Neills mandatperioder som guvernör. De ställde inte upp till omval 1990 och tjänstgjorde till den 9 januari 1991.